# Gaetano Marinelli

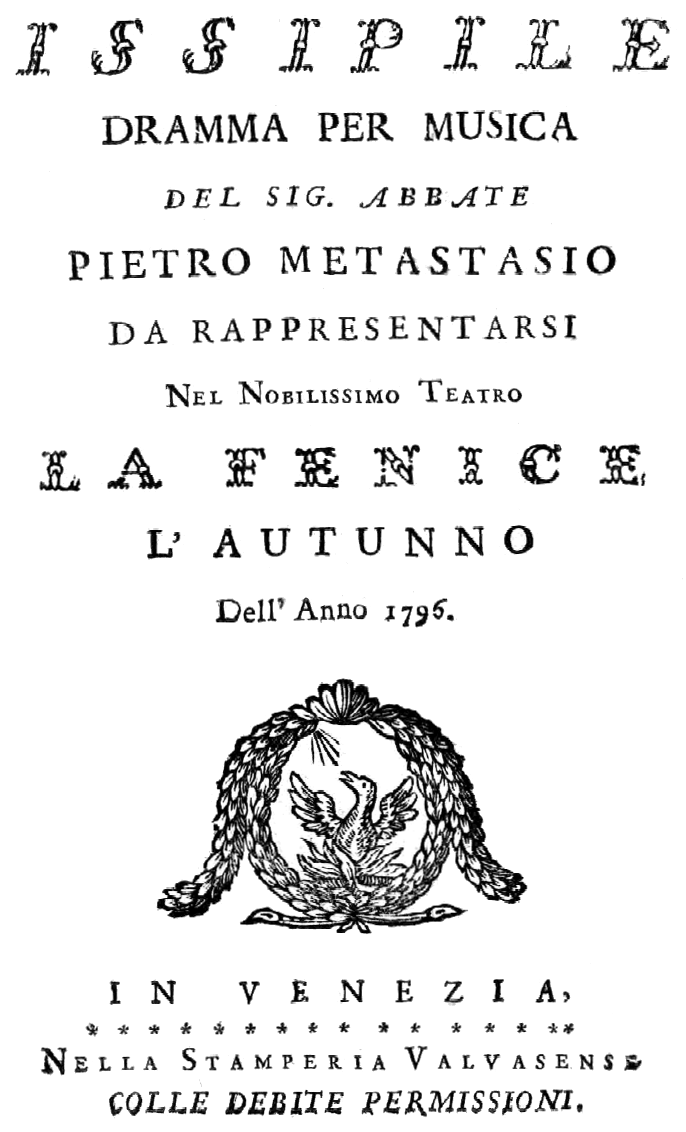
Portada del llibret Issipile 1796

Gaetano Marinelli (Nàpols, Campània, 3 de juny de 1760 - probablement a Porto (Portugal) el 1820) fou un compositor italià.
Estudià en el Conservatori de Loreto, segons opina el marquès de Villarosa, i al voltant de l'any de 1690 restà al servei de l'elector de príncep elector de Baviera.
Va compondre les òperes següents:
- Le tre rivali, ossia il matrimonio inaspettato;
- Gli Ucellatori;
- Il triomfo dell amore;
- Il letterato alla moda;
- La Rochetta in equivoco;
- Lucio Papirio;
- Il villano al governo;
- La vendetta di Medea, estrenada a Venècia el 1792;
- Il concorso delle spose;
- I quattro rivali in amore;
- Alessandro in Efeso;
- L'equivoco fortunato;
- La finta principessa;
- Quinto Fabio;
- La bizarra contadina;
- Gli accidenti inaspettati;
- La villanella semplice;
- Il barone di Sarda fritta;
- L'interesse gobba tutti;
- Issipile;
- Li due fratelli Castracani;
- la morte di Cleopatra.

La cantata Tobia e Sara, i l'oratori Il Baldassaro.